# Torneio de xadrez da Iugoslávia de 1959
O Torneio de xadrez da Iugoslávia de 1959 foi um Torneio de Candidatos do ciclo de 1957 a 1959 para escolha do desafiante ao título do Campeonato Mundial de Xadrez. O torneio foi disputados nas cidades de Bled, Zagreb e Belgrado na antiga Iugoslávia, com o formato todos-contra-todos e oito participantes. Mikhail Tal venceu a competição e se habilitou a desafiar o então campeão mundial Mikhail Botvinnik.
|   | Nome              | 1       | 2       | 3       | 4       | 5       | 6       | 7       | 8       | Total |
| 1 | Mikhail Tal       | xxx     | 0 0 1 0 | = = = = | 0 1 = 1 | 1 = 1 1 | 1 1 1 1 | 1 1 1 = | 1 1 1 = | 20.0  |
| 2 | Paul Keres        | 1 1 0 1 | xxx     | 0 = = = | 1 = = 0 | = = 1 1 | 0 1 0 1 | 1 1 1 0 | 1 1 1 1 | 18.5  |
| 3 | Tigran Petrosian  | = = = = | 1 = = = | xxx     | = = 0 = | 0 = = 1 | 1 1 = = | 1 0 0 = | = 1 1 = | 15.5  |
| 4 | Vasily Smyslov    | 1 0 = 0 | 0 = = 1 | = = 1 = | xxx     | 0 = 1 0 | = = 1 0 | = 1 = 1 | = 0 1 1 | 15.0  |
| 5 | Svetozar Gligoric | 0 = 0 0 | = = 0 0 | 1 = = 0 | 1 = 0 1 | xxx     | 0 1 = = | = = 1 0 | = 1 = = | 12.5  |
| 6 | Bobby Fischer     | 0 0 0 0 | 1 0 1 0 | 0 0 = = | = = 0 1 | 1 0 = = | xxx     | 0 1 = 1 | = 1 = 1 | 12.5  |
| 7 | Friðrik Ólafsson  | 0 0 0 = | 0 0 0 1 | 0 1 1 = | = 0 = 0 | = = 0 1 | 1 0 = 0 | xxx     | 0 0 = 1 | 10.0  |
| 8 | Pal Benko         | 0 0 0 = | 0 0 0 0 | = 0 0 = | = 1 0 0 | = 0 = = | = 0 = 0 | 1 1 = 0 | xxx     | 8.0   |